# Home Reef
Home Reef è un'isola effimera prodotta da un vulcano sottomarino, la cui sommità è emersa ripetutamente dalla superficie del mare in seguito all'attività eruttiva. Le isole effimere hanno per definizione una durata limitata nel tempo, in quanto vengono erose in tempi brevi dal moto ondoso e dall'azione dei venti. 
Il vulcano è situato nell'Oceano Pacifico, a sud dell'isola Late e a sudest di Vava'u, lungo l'arco vulcanico di Tofua nell'arcipelago delle isole Tonga. 
Home Reef è emerso temporaneamente dalla superficie del mare nel corso delle eruzioni del 1852, 1857, 1984, 2006 e 2022.

## Attività vulcanica
Dopo un'eruzione vulcanica iniziata l'8 agosto 2006, l'Home Reef è emerso formando un'isola. L'eruzione emise anche grandi quantità di pietra pomice galleggiante sulle acque dell'arcipelago delle Tonga; la pomice si spinse fino alle isole Figi, situate circa 350 km a ovest dell'isolotto neoformato. 
Nell'ottobre 2006, le dimensioni dell'isola che sporgeva dall'acqua erano di 1,5x0,5 km, paragonabili a quelle raggiunte nel 1984. L'isola fu avvistata dall'equipaggio di un'imbarcazione che registrò la sua comparsa. Le eruzioni hanno prodotto grandi quantità di blocchi di pomice galleggiante, che sono andate alla deriva in direzione nordest. La pomice galleggiante è stata fotografata dal satellite Aqua nell'agosto 2006. Le immagini mostrano anche numerose piccole pozze di acqua bollente di origine vulcanica sull'isolotto appena formatosi.